# 巴比伦数学
巴比伦数学指西亚两河流域从公元前3000年到公元前4世纪的数学。

## 巴比伦数字

巴比伦数字1-59

巴比伦采用六十進制。1-59的59个数字由两个符号( 表示一 ， 表示十)构成。

## 算术

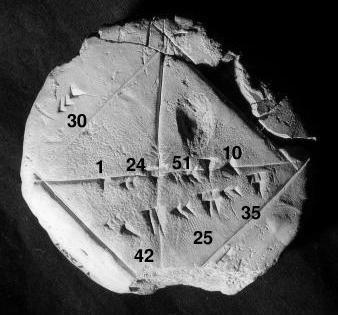
巴比伦泥板 YBC 7289。对角线表示2的平方根，以四个六十进数字表示：
1 + 24/60 + 51/60^{2} + 10/60^{3} = 1.41421296...

- 乘法

1854年考古学家在幼发拉底河流域发现两块巴比伦算术泥板，一块是1-59的平方表，另一块是1-59的立方表。
巴比伦人没有乘法表，因此，如求两个数的乘积 15 *  22，他们用平方表间接计算：
{\displaystyle 15\times 22={\frac {(15+22)^{2}-15^{2}-22^{2}}{2}}}
- 除法

巴比伦人没有直除法，他们利用倒数表间接求两个数的商：
{\displaystyle {\frac {a}{b}}=a\times {\frac {1}{b}}}
- 2 的平方根

{\displaystyle {\sqrt {2}}=1+{\frac {24}{60}}+{\frac {51}{60^{2}}}+{\frac {10}{60^{3}}}=1.41421296}.

## 代数
巴比伦人知道解下列形式的代数方程：
- 一次方程

{\displaystyle ax+b=c}
{\displaystyle ax-b=c}
- 二次方程

{\displaystyle ax^{2}+bx=c}
{\displaystyle ax^{2}-bx=c}
- 三次方程

{\displaystyle ax^{3}=b}
{\displaystyle x^{2}(ax+1)=b}
- 二元方程组

{\displaystyle {\begin{cases}xy=a\\x+y=b\end{cases}}}
{\displaystyle {\begin{cases}xy+x=y\\x+y=b\end{cases}}}
{\displaystyle {\begin{cases}x^{2}+y^{2}=a\\x+y=b\end{cases}}}
- 三元二次方程

{\displaystyle {\begin{cases}x^{2}+y^{2}+z^{2}=a\\x-y=b\\y-z=c\end{cases}}}
{\displaystyle {\begin{cases}xyz=a\\z=b\\x-y=c\end{cases}}}
例子：BM 85200 泥板，求解
{\displaystyle x^{2}(12x+1)=1;45}
解法：两边乘 {\displaystyle 12^{2}} 可得
{\displaystyle (12*x)^{2}*(12*x+1)=4,12}
查 {\displaystyle n^{2}*(n+1)}表，得
{\displaystyle 6^{2}*(6+1)=4,12}
因此 {\displaystyle 12x=6}，從而 {\displaystyle x=0;30}。

## 几何学
巴比伦人知道测量体积和面积的共同规则。他们测量的圆的周长是直径的三倍，面积是圆周平方的十二分之一，如果π估计为3，则这是正确的。圆柱体积取作基底和高度的乘积，然而，锥体或正方形金字塔的锥体的体积被错误地视为高度和基底总和的一半的乘积。毕达哥拉斯定理(Pythagorean theorem)的例子也是巴比伦人所知道的。没有资料表明巴比伦人知道毕达哥拉斯定理，这是一个普遍的说法。